# Университет Талсы
Университет Талсы (англ. University of Tulsa) — частный университет в г. Талса, Оклахома, США. Исторически университет аффилирован с Пресвитерианской церковью.

## История
Основан в г. Мускоги как Пресвитерианская школа для девочек. В 1894 году школа стала колледжем, получив название Колледж Генри Кендалла. В 1907 году колледж был перенесён в г. Талса. Это произошло всего за два месяца до того, как Оклахома стала штатом. В 1920 году в результате слияния Колледжа Генри Кендалла с основанным за два года до того Колледжем Макфарлина образовался Университет Талсы.

## Рейтинги
В рейтинге U.S. News & World Report за 2012 год Университет Талсы занял 75-е место среди американских вузов.

## Структура

### Колледжи
- Колледж искусств и наук Генри Кендалл (англ. Henry Kendall College of Arts & Sciences)
- Колледж бизнеса Коллинза (ранее Колледж делового администрирования) (англ. Collins College of Business)
- Колледж технических и естественных наук (англ. College of Engineering and Natural Sciences)
- Юридический колледж
- Медицинский колледж (англ. College of Health Sciences)
- Аспирантура (англ. Graduate School)
- Отдел непрерывного образования (англ. Division of Continuing Education)

## Выпускники и преподаватели
См. также: Категория:Выпускники Университета Талсы
- Евтушенко, Евгений Александрович (1992—2017)
- Рочфорд, Эдмунд Бёрк